# Стјепан Цвијић
Стјепан Цвијић Штефек (Загреб, 20. март 1905 — Москва, новембар 1938) био је југословенски револуционар и политички радник.

## Биографија
Стјепан Цвијић рођен је 20. марта 1905. године у Загребу. Кренуо је да студира на Трговачкој академији у Загребу, али је због активности у Савезу комунистичке омладине Југославије (СКОЈ) био хапшен и због тога искључен са студија. Од 1921. године био је члан КПЈ. До 1924. године био је члан Обласног секретаријата, а затим и Покрајинског секретаријата СКОЈ-а за Хрватску и Славонију. Вршио је и дужност администратора „Борбе“. Како није било могућности да и даље буде политички активан у земљи, руководство Комунистичке партије Југославије послало га је на школовање у Совјетски Савез, где је завршио студије на Свердловском универзитету.
После саветовања о КПЈ у Коминтерни, коме је и он присуствовао и учествовања  на Петом конгресу Комунистичке омладинске интернационале (КОИ), 1928. године илегално је дошао у Југославију и радио као инструктор Централног комитета СКОЈ-а. Током јуна 1929.вршио је партијску агитацију по Далмацији, те обилази Сплит, Градац и Метковић. Међутим, због издаје пао је у руке полицији у Дубровнику, али успева да побегне пошто је убио жандара и полицијског стражара. 
Илегалним каналима отишао је преко Сарајева и Загреба у Беч, а затим преко Берлина и Париза у Совјетски Савез. Учествовао је у раду руководства КПЈ, а од 1934. године био је и организациони секретар Комунистичке омладинске интернационале. Марта 1935. био је именован за члана представништва КПЈ у Извршном комитету Коминтерне, заједно с Владимиром Ћопићем и Јосипом Брозом. У саставу југословенске делегације учествовао је у раду Седмог конгреса Коминтерне. Као искусни илегалац, путовао је по задацима Коминтерне у европске земље. 
Августа 1936. био је искључен из ЦК КПЈ, те је послан у САД, где међу исељеницима ради на упућивању добровољаца у Шпанију. У Торонту му је публиковано дело „Радничка класа и хрватски народни покрет”. Током новембра 1937. краће је време проборавио и у Шпанији. Након тога преко Париза одлази у Москву.
До 1938. године обављао је у Москви различите задатке за потребе руководства КПЈ. Исте је године ухапшен, осуђен и током новембра умро у затвору, наводно од „ангине пекторис“. Посмртно је рехабилитован одлуком Војног колегија Врховног суда Совјетског Савеза 18. јула 1957. године.

## Породица
Из загребачке породице Цвијић су, осим Стјепана, потекла још два значајна револуционара и комуниста. Ђуро Цвијић је неко време био политички секретар Политбироа Централног комитета КПЈ. Ђуро је такође страдао у стаљинским чисткама у Совјетском Савезу. Бранко Цвијић је пре рата помагао партијским илегалцима и сам извршавао неке задатке за КПЈ. За време Народноослободилачког рата, није могао у партизане због болести, али је активно помагао борцима и Партији. После рата налазио се на многим одговорним дужностима. 